# Haematoloechus parviplexus
Haematoloechus parviplexus är en plattmaskart. Haematoloechus parviplexus ingår i släktet Haematoloechus och familjen Haematoloechidae. Inga underarter finns listade i Catalogue of Life.